# Samsonówka
Samsonówka – wieś w Polsce położona w województwie lubelskim, w powiecie biłgorajskim, w gminie Józefów.
W latach 1975–1998 miejscowość należała administracyjnie do województwa zamojskiego.
Wieś jest sołectwem w gminie Józefów.
Samsonówka początkowo wchodziła częściowo w skład wsi Długi Kąt, a częściowo w skład wsi Majdan Nepryski. Stanowi ona dawne osiedle powstałe w latach 80. XX wieku przy fabryce pustaków "Prefabet" działającej w Długim Kącie. Zabudowa wsi rozciąga się wzdłuż drogi zataczającej półkole na północ od drogi wojewódzkiej nr 853. Zachodni kraniec tego półkola łączy się z drogą wojewódzką przy granicy wsi Majdan Nepryski z wsią Siedliska, a wschodni na terenie wsi Długi Kąt.
W Samsonówce znajdują się ruiny dworu, dawny park dworski i pozostałości przydworskich zabudowań gospodarczych. W parku znajduje się kilkanaście drzew - pomników przyrody (robinie akacjowe, świerki, lipy).
Na północ od Samsonówki rozciągają się Góry Halińskie - jedne z wyższych wzniesień Roztocza (najwyższe wzniesienie to Hołda - 344,1 m n.p.m.). Na południe od wsi, wzdłuż drogi wojewódzkiej nr 853 ciągną się zabudowania Siedlisk, na wschód znajduje się Długi Kąt, a na zachód - Majdan Nepryski.
Między Samsonówką a Siedliskami biegnie linia kolejowa ze Zwierzyńca od Bełżca.
Wierni Kościoła rzymskokatolickiego należą do parafii Niepokalanego Poczęcia Najświętszej Maryi Panny w Józefowie.